# Пілинські
Пілинські (Pyliński), шляхетський герб різновид герба Болти.

## Опис герба
Опис згідно з класичними правилами бланзування:
У червоному полі три срібні стріли в стовп та косий хрест вістрям догори. Клейнод: три пера страуса.

## Роди
Пілинські-Пилинські (Piliński - Pyliński), Пулинські (Puliński).

## Дивись також
- Болти
- Скоропадські